# 威廉斯科斯比灣
67°24′S 59°34′E / 67.400°S 59.567°E
威廉斯科斯比灣（英語：William Scoresby Bay）是南極洲的海灣，位於威廉斯科斯比群島西面，長5英里、寬3.5英里，最高點海拔高度210米，該海灣在1936年2月被英國探險隊發現。